# Wilhelm Friedrich Cappel
Wilhelm Friedrich Cappel (auch Friedrich Wilhelm Cappel, * 2. September 1734 in Aachen; † 23. Juli 1800 in Helmstedt) war ein deutscher Arzt und Hochschullehrer.

## Leben
Cappel studierte zunächst ab 1752 an der Georg-August-Universität Göttingen. Anschließend setzte er seine Studien in Berlin, Straßburg sowie an der Universität Helmstedt fort. Dort erfolgte 1757 seine Promotion zum Dr. med. mit der Dissertation Medica Exhibens Casum De Vomica-Pulmonum Pleuro-Pneumoniam Excipente.
Cappel erhielt 1758 eine Anstellung an der Helmstedter Universität als außerordentlicher Professor für Medizin und Anatomie. Später stieg er dort zum ordentlichen Professor auf. In Helmstedt gab er die medicinisch-chirurgisch-anatomischen Wahrnehmungen von Lorenz Heister nach dessen Tod heraus. Im Jahr 1781 schließlich erfolgte die Ernennung zum herzoglich-braunschweigischen Hofrat.
Am 30. Januar 1778 wurde er unter dem Namen Friedrich Wilhelm Cappel unter der Matrikel-Nr. 820 mit dem akademischen Beinamen Marinus II. zum Mitglied der Leopoldina gewählt.
Der Medizinprofessor Ludwig Christoph Wilhelm Cappel sowie der Arzt Johann Friedrich Ludwig Cappel waren seine Söhne, die Schriftstellerin und Schauspielerin Clara Anschel seine Tochter. Außerdem war Andreas Friedrich Gottlob Glaser sein Schwiegersohn.

## Schriften (Auswahl)
- Dissertatio Inauguralis Medica Exhibens Casum De Vomica-Pulmonum Pleuro-Pneumoniam Excipente, Schnorr, Helmstedt 1758 (Digitalisat).
- Bey dem seeligen Absterben des Wolgebornen und Hochgelahrten Herrn Herrn Dr. Lorenz Heisters der Arzeney und Wundarzeney ... Lehrers auf der Universität Helmstedt, ... so den 18ten April 1758 erfolgt wolte sein schuldiges Beyleid gegen den Wolseligen hierdurch an den Tag legen Dessen ergebenster Diener und Enkel Wilhelm Friederich Cappel der Arzeney Gelahrtheit Doctor und designirter Lehrer der Medicin auf der Universität Helmstedt, Drimborn, Helmstedt 1758.
- De impedimentis quibusdam in anatomiae cultura ac remediis ea removendi ..., Helmstedt ca. 1770 (Digitalisat).
- Medicinische Responsa, Richter, Altenburg 1780.